# Людовик де Бомонт
Людовик де Бомонт (англ. Lewis de Beaumont; ум. 24 сентября 1333) — английский церковный и военный деятель, епископ Дарема (1318—1333) во время Первой войны за независимость Шотландии.

## Происхождение
Людовик родился не позднее 1270 года во Франции в семье Людовика де Бриенна и Агнес де Бомонт-о-Мэн. Его дед и бабушка по отцу, Иоанн де Бриенн и Беренгария Леонская, были королём Иерусалима и императрицей Латинской империи, что делает Людовика троюродным братом Эдуарда II. Его брат Генри де Бомонт был одним из центральных полевых командиров в войнах против Шотландии и претендентом на титул графа Бьюкена, а его сестра, Изабелла — женой английского аристократа и барона Алника Джона де Вески. 

## Карьера
До назначения епископом Дарема Людовик де Бомонт занимал пост казначея Солсбери. На пост епископа Дарема Людовик был назначен 9 февраля 1317 года благодаря усилиям его дальней родственницы, королевы Изабеллы Французской. Кандидатура Людовика была одобрена в Вестминстере 11 сентября 1317 года, и он был он рукоположён в епископы в Дареме 26 марта 1318 года. Несмотря на то, что сообщалось, что Людовик был безграмотным и хромым на обе ноги, он был назначен на эту должность в надежде обеспечить сильное военное руководство в своей епархии, находящейся на опасной северной границе и часто подвергавшейся атакам шотландцев. Инвалидность и некомпетентность новоизбранного епископа серьёзно ограничили его способность руководить вооруженными силами и противостоять «грязной» партизанской тактике шотландского короля Роберта I, что ставило под угрозу безопасность Даремского диоцеза. Вследствие этого решение Эдуарда назначить предположительно хромого и безграмотного Людовика на такую важную должность было довольно спорным.
В начале 1317 года король Эдуард II обратился к папе римскому Иоанну XXII с просьбой отлучить Роберта I от церкви и положить конец его рейдам. Поскольку папа стремился собрать поддержку для очередного крестового похода, он пошёл навстречу Эдуарду и послал двух кардиналов к епископу Людовику, чтобы убедить Роберта заключить перемирие с англичанами и пригрозить отлучить его от церкви, если он откажется. В августе 1317 года папские кардиналы отправились из Англии в сопровождении Людовика и его брата Генри. Когда кардиналы и братья Бомонт достигли Нортумберленда, местный рыцарь и разбойник Гилберт Миддлтон и его банда похитили их и заключили в Митфордском замке Вскоре кардиналы были освобождены и встретились с Робертом I, но тот перемирие заключать отказался. Людовик и Генри находились в плену до декабря, когда сам Миддлтон был схвачен, повешен, выпотрошен и четвертован в Лондоне после нескольких месяцев борьбы против Англии.
В 1319 году Людовик назначил Томаса Грея Хитонского шерифом Норхэма и Айлендшира и комендантом замка Норем. Выбор Людовика был неслучаен: Грей служил в армии его брата Генри и спас ему жизнь при осаде замка Стерлинг в 1304 году.
В 1322 году Людовику было приказано собрать тысячу солдат для укрепления обороны замка Норем при содействии кастеляна Уильяма Райделя. Впоследствии, король изменил своё решение и остановил свой выбор на Эндрю Харкли — одном из видных участников битвы при Боробридже, в то время как Людовик был отстранен от дел. Позже в том же году король упрекнул Людовика за то, что тот отклонил его предложение усилить гарнизон замка Норем, который неоднократно подвергался нападениям шотландцев. Впоследствии, Людовик был назначен в помощники барону Ральфу Невиллю для организации военных операций.
Людовик умер 24 сентября 1333 года. Как утверждают Браун и Швайзер, Людовик впал в немилость у Эдуарда II из-за неспособности выстроить оборону против шотландских атак на Дарем, вследствие чего его роль в руководстве военно-оборонительными операциями значительно снизилась в последние годы его жизни. Тем не менее, остальные северные лорды также не могли эффективно защищать свои земли против шотландских набегов вследствие недостатка поддержки от короля, который был слишком сфокусирован на подавлении восстаний в Англии и Уэльсе.